# Yuji Hyakutake
Yuji Hyakutake (百武裕司, Hyakutake Yūji, né le 7 juillet 1950 à Nagasaki et mort le 10 avril 2002 à Kagoshima) est un astronome amateur japonais qui a découvert deux comètes, C/1995 Y1 (la première comète Hyakutake) en décembre 1995 et C/1996 B2 (la deuxième comète Hyakutake, la plus connue car ayant été la grande comète de 1996) le 30 janvier 1996 en utilisant des jumelles 25x150.
Il meurt en 2002 d'un anévrisme. L'astéroïde (7291) Hyakutake est nommé en son honneur.